# 徳丸友紀
徳丸友紀（とくまる ゆき、1985年〈昭和60年〉8月2日 - ）は、株式会社ウェザーニューズ社員。SR（サポーターリレーション）コーナー担当。気象予報士の資格も有する。日本女子大学卒業。

## 現在出演している番組
- なし

## 過去に出演した番組
- weathernews LiVE - 2010年2月17日放送分「ゲストタイム」
- weathernews LiVE（日-土 23時 - 1時）
  - 日替わり企画「とくまるのマル得情報」（月曜）担当